# Starokórsunskaia
Starokórsunskaia - Старокорсунская (rus) - és una stanitsa del krai de Krasnodar, a Rússia. Es troba a la riba septentrional de l'embassament de Krasnodar del riu Kuban, a 23 km a l'est de Krasnodar, la capital.
Pertanyen a aquest municipi les poblacions de Dorojni i Raziezd.

## Història
La vila fou fundada el 1794 com un dels primers assentaments dels cosacs de la mar Negra al Kuban. La tropa que establí l'assentament estava sota el comandament de l'ataman Zakhari Txepiga. S'hi fundà la primera escola el 1867, i el 1916 tenia ja 13.478 habitants. Fins al 1920 pertanyé a l'otdel de Iekaterinodar de la província del Kuban.
El 1927 s'establí el kolkhoz Krasni Voin. El 1932 fou inclosa a les llistes negres de sabotatge. Durant la Segona Guerra Mundial fou ocupada per la Wehrmacht de l'Alemanya Nazi el 10 d'agost del 1942 i alliberada per l'Exèrcit Roig l'11 de febrer del 1943.